# Loup City
Loup City é uma cidade localizada no estado americano de Nebraska, no Condado de Sherman.

## Demografia
Segundo o censo americano de 2000, a sua população era de 996 habitantes.
Em 2006, foi estimada uma população de 914, um decréscimo de 82 (-8.2%).

## Geografia
De acordo com o United States Census Bureau, a localidade tem uma área de 2,3 km², sem área coberta por água. Loup City localiza-se a aproximadamente 632 m acima do nível do mar.

## Localidades na vizinhança
O diagrama seguinte representa as localidades num raio de 24 km ao redor de Loup City.